# Boljevci
Boljevci (em cirílico:Бољевци) é uma vila da Sérvia localizada no município de Surčin, pertencente ao distrito de Belgrado, na região de Syrmie. A sua população era de 4023 habitantes segundo o censo de 2009.

## Demografia
| 1948  | 1953  | 1961  | 1971  | 1981  | 1991  | 2002  |
| ----- | ----- | ----- | ----- | ----- | ----- | ----- |
| 3 356 | 3 648 | 4 855 | 4 011 | 3 990 | 4 284 | 4 056 |